# Volker Herold
Pour les articles homonymes, voir Herold.
Volker Herold est un acteur et réalisateur allemand né le 29 janvier 1959 à Thale.

## Filmographie
- 1990/1995: Polizeiruf 110 (série télévisée) : Holm / Zivilfahnder Habicht
- 1992: Freunde fürs Leben (série télévisée)
- 1996: Alarmcode 112: Vier wie Blitz und Donner (TV)
- 1998: Moments in Monochrome
- 1998: Die Wache (série télévisée)
- 1999: Downhill City : Kellner in Kneipe
- 2001: Alerte Cobra (série télévisée)
- 2005: Liebes Spiel : Georg
- 2005/2006: Le Destin de Lisa (série télévisée) : Bernard Plenske
- 2006/2007: Le Destin de Bruno (série télévisée) : Bernard Plenske
- 2009/2012: Klinik am Alex (série télévisée) : Piefke Fischer
- 2009: Liebe ist Verhandlungssache (TV) : Der Lastwagenfahrer
- 2009: SOKO Wismar (série télévisée) : Horst Braake
- 2010 : Call-girl Undercover (Callgirl Undercover) (TV) : Freier Erisch